# Maharlika Pilipinas Basketball League
La Maharlika Pilipinas Basketball League (MPBL) è una lega professionistica di pallacanestro maschile delle Filippine, composta da 30 squadre.
Fondata nel 2017 dall’otto volte campione del mondo di pugilato e allora senatore delle Filippine, Manny Pacquiao, la MPBL non è nata con l’intento di competere con la principale lega professionistica del paese, la Philippine Basketball Association (PBA), bensì per offrire un'opportunità ai talenti locali di mettersi in mostra. Il campionato adotta un formato “casa e trasferta”, simile a quello della defunta Metropolitan Basketball Association. La MPBL è iniziata come una lega amatoriale, per poi ottenere lo status professionistico da parte del Games and Amusements Board (GAB), l'organismo governativo che regola le competizioni sportive nella Filippine. A causa del forte coinvolgimento di Pacquiao, la lega è talvolta chiamata anche Manny Pacquiao's Maharlika Pilipinas Basketball League.
La MPBL è la prima di una serie di leghe sportive che portano il nome Maharlika Pilipinas. A essa si sono aggiunte la Junior MPBL, la Maharlika Pilipinas Volleyball Association (MPVA) nel 2023, e la Women's Maharlika Pilipinas Basketball League (WMPBL) nel 2024.
I Pampanga Giant Lanterns sono gli attuali campioni in carica, avendo sconfitto i Quezon Huskers in tre partite nella finale della MPBL del 2024. Al momento, il Pampanga è anche l’unica squadra ad aver vinto più di un titolo nella storia della lega.

## Storia

### Fondazione
Manny Pacquiao lanciò ufficialmente la Maharlika Pilipinas Basketball League (MPBL) il 29 agosto 2017, con l’intento di includere sia una componente commerciale sia una a livello di Barangay (le più piccole unità amministrative locali nelle Filippine). Le squadre della componente commerciale avrebbero dovuto avere una sede di riferimento e uno sponsor aziendale. Il piano iniziale prevedeva che la lega partisse con squadre basate esclusivamente a Luzon, per poi espandersi successivamente nelle regioni del Visayas e Mindanao. Una volta espansa, la lega sarebbe stata divisa in due conference, Nord e Sud, con una finale tra le vincitrici delle due conference, in un formato simile a quello della National Basketball Association (NBA) nordamericana.
La data di inizio era stata inizialmente fissata al 23 settembre 2017, con almeno sei squadre partecipanti. Fu disputato un torneo di precampionato, vinto dai Bulacan Kuyas. Snow Badua fu inizialmente nominato commissario della lega, ma non assunse mai ufficialmente il ruolo all’inizio della stagione inaugurale. Il suo posto fu preso da Kenneth Duremdes, sei volte campione della PBA, che venne nominato commissario della MPBL il 22 novembre 2017.

### Era Amatoriale

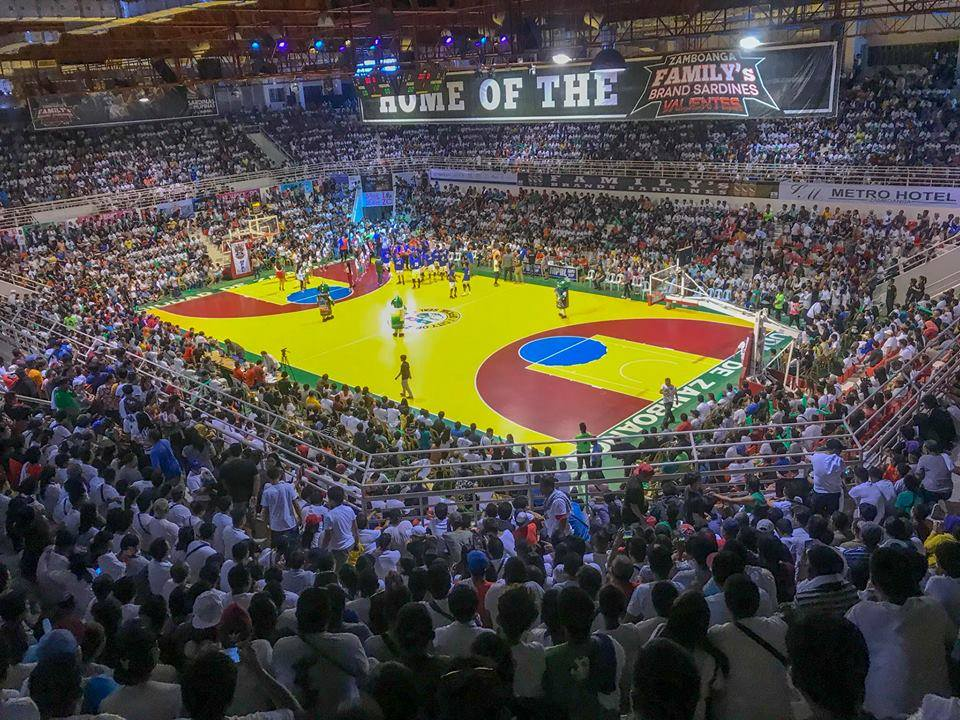
Smart Araneta Coliseum durante una partita della stagione inaugurale.

L'inizio della lega venne infine rinviato per l'inizio del 2018; la MPBL inaugurò ufficialmente la sua prima stagione il 25 gennaio 2018 presso lo Smart Araneta Coliseum di Quezon City. La stagione inaugurale contava dieci squadre, tutte basate a Luzon, con l’obbligo per ciascuna di schierare almeno tre giocatori locali (homegrown). Nella partita d’apertura, i Parañaque Patriots ottennero una vittoria per 70-60 sui Caloocan Supremos. I playoff, a causa del numero limitato di squadre, coinvolsero solo otto team e si conclusero con la vittoria dei Batangas City Athletics, che si aggiudicarono il primo titolo della lega sconfiggendo i Muntinlupa Cagers nella finale del 2018.
Nella stagione 2018-2019, la lega si espanse con sedici nuove squadre, portando il totale a 26 partecipanti. Cinque delle nuove squadre erano basate nelle regioni del Visayas e del Mindanao, segnando così l’inizio dell’espansione su scala nazionale della MPBL. Vennero introdotte le Conference Nord e Sud, e i playoff furono ampliati a sedici squadre, con otto squadre per Conference.
La lega impose anche alcune restrizioni di rosa, permettendo un solo giocatore filippino-straniero e un massimo di cinque ex giocatori professionisti per squadra, con l’obiettivo di mantenere un certo equilibrio competitivo e salvaguardare la vocazione popolare della competizione. Tuttavia, la classificazione e le restrizioni imposte ai filippino-stranieri furono oggetto di critiche da parte di tifosi, allenatori e giocatori, inclusi noti giocatori come Rob Reyes e Abu Tratter . La regola venne ammorbidita nelle stagioni successive.
La stagione 2018–2019 vide anche la nascita dell’MPBL All-Star Game, disputato presso la SM Mall of Asia Arena a Pasay. In quella stagione, i San Juan Knights conquistarono il titolo battendo i Davao Occidental Tigers nelle finali nazionali del 2019, una serie passata alla storia come l’unica finora ad essersi conclusa al termine di cinque gare complete.
La stagione 2019-2020 vide la partecipazione di 31 squadre, il numero più alto nella storia della lega, con l’aggiunta di sei nuove franchigie. Tuttavia, fu anche la prima stagione a registrare una squadra ritirata, i Mandaluyong El Tigre. Le restrizioni di rosa furono ulteriormente allentate, consentendo la presenza di un numero maggiore di filippino-stranieri e di ex giocatori professionisti all'interno delle squadre. Questa stagione segnò anche il debutto della serie denominata International Invasion, che vide lo svolgimento di alcune partite negli Emirati Arabi Uniti e in Canada.

### Sospensione causa COVID

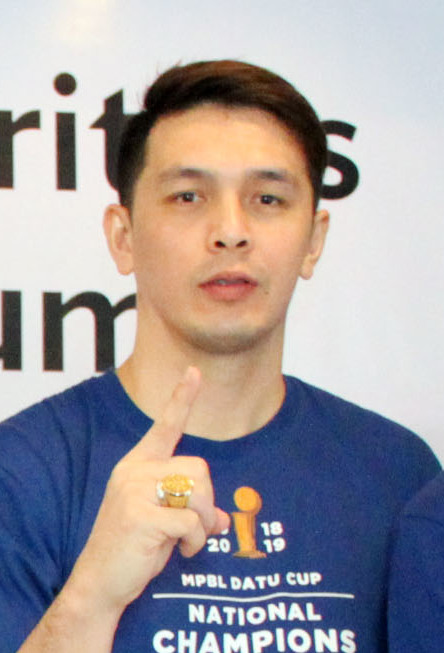
John Wilson è stato un giocatore chiave nella corsa al titolo dei San Juan nel 2019. Nel 2020, è diventato il primo giocatore nella storia della lega a segnare 1.000 punti.

A causa della pandemia da COVID-19 nelle Filippine, la lega sospese le attività il 12 marzo 2020. Quasi un anno dopo, il 6 marzo 2021, la MPBL annunciò la ripresa della stagione 2020 con il play-off. Il resto della fase finale del campionato 2020 si svolse in una “bolla sanitaria” presso il Subic Bay Gymnasium. In una rivincita delle finali nazionali del 2019, i Davao Occidental Tigers conquistarono il titolo del 2021 battendo i San Juan Knights.
A causa delle restrizioni imposte dal governo per contenere la pandemia, la stagione 2020-21 della lega fu annullata. La quarta edizione della MPBL subì numerosi rinvii prima di iniziare effettivamente nel 2022. Nell’ottobre 2021, l’azienda Chooks-to-Go assunse il controllo delle operazioni cestistiche della lega.
La prolungata sospensione delle attività portò alcune squadre a partecipare a tornei della neonata lega FilBasket, nel tentativo di restare competitive. Questa tendenza di disputare tornei in altre leghe regionali durante l’off-season proseguì anche nelle stagioni successive, con la partecipazione di diverse squadre alla Pilipinas Super League (PSL).

### Era Professionistica
Il 9 novembre 2021 fu annunciato che la MPBL sarebbe diventata una lega professionistica. Un mese dopo, il 9 dicembre 2021, la MPBL ottenne ufficialmente lo status di lega professionistica dalla Games and Amusements Board (GAB). Questo permise anche alla lega di inserire giocatori universitari nei roster, a condizione che il giocatore fosse in possesso di una Special Guest License. Il primo evento professionistico della lega fu l’MPBL Invitational 2021, durante il quale tutte le restrizioni di rosa vennero rimosse. Questo torneo pre-stagionale verrà poi ripreso nelle stagioni successive come MPBL Preseason Invitational, una competizione più snella e di preparazione alla stagione regolare.
Con il progressivo ritorno alla normalità dopo la pandemia, la MPBL diede finalmente inizio alla quarta stagione, la stagione 2022, dopo diversi rinvii e a oltre un anno di distanza dalla fine della stagione precedente. Parteciparono soltanto 22 squadre, il numero più basso dalla stagione inaugurale. I Nueva Ecija Rice Vanguards divennero la prima squadra a concludere imbattuta la stagione regolare e vinsero poi le finali nazionali del 2022, sconfiggendo gli Zamboanga Family’s Brand Sardines.
La successiva stagione 2023 vide la partecipazione di 29 squadre, con l’ingresso di due nuove franchigie: i Negros Muscovados e i Quezon Huskers. Questa stagione segnò anche l’inizio di una tendenza in cui giovani prospetti della PBA, come Justine Baltazar, C.J. Cansino e Adrian Nocum, giocavano prima nella MPBL per poi candidarsi al draft della massima lega professionistica filippina. Parallelamente, anche veterani del PBA come Marc Pingris, Jayjay Helterbrand e Arwind Santos iniziarono a giocare nella MPBL nella fase finale delle loro carriere. La stagione si concluse con la vittoria dei Pampanga Giant Lanterns, ricchi di talenti locali, che sconfissero per 2-0 i Bacoor City Strikers nelle finali nazionali del 2023.
La stagione 2024 ha visto nuovamente la partecipazione di 29 squadre e ha segnato l'inizio dell'espansione della lega nel Nord di Luzon. Il limite al numero di ex-giocatori professionisti è stato rimosso, permettendo così alle squadre di ingaggiare un numero illimitato di giocatori professionisti nei propri roster. Nell’aprile 2024, la lega ha iniziato anche ad esplorare la possibilità di partecipare alla East Asia Super League (EASL). Tuttavia, questa ipotesi è stata successivamente smentita nell’ottobre dello stesso anno dal CEO della EASL, Henry Kerins, che ha dichiarato che «non ci sono mai stati colloqui esplorativi», pur esprimendo rispetto per la MPBL.
La stagione si è conclusa con la vittoria per la seconda stagione consecutiva dei Pampanga Giant Lanterns, il primo titolo consecutivo conquistato nella storia della lega, che hanno sconfitto i Quezon Huskers in tre partite nelle finali MPBL 2024. Questa stagione ha anche segnato il ritorno delle partite internazionali, le prime dopo cinque anni di assenza.
La stagione 2025 comprende 30 squadre e vedrà l’introduzione del torneo di play-in, una serie di partite che si disputeranno dopo la regular season e prima dei playoff per determinare le ultime squadre qualificate, seguendo un formato simile a quello dell’NBA. L’espansione nel Nord di Luzon è proseguita con l’ingresso dei Ilagan Isabela Cowboys.

### Partite truccate
La lega è stata spesso segnalata per il problema delle partite truccate, una delle questioni più radicate e persistenti nella sua storia. La MPBL ha iniziato a contrastare attivamente il fenomeno prima dell’inizio della stagione 2019-2020, una stagione che tuttavia ha registrato numerosi casi di combine. In vista della stagione 2024, la lega ha squalificato 47 giocatori e dirigenti accusati di essere coinvolti in tali pratiche. Inoltre, la MPBL ha invitato i proprietari delle squadre a escludere qualsiasi giocatore o allenatore sospettato di essere implicato nel fenomeno.

## Regole selezione
Non viene organizzato un draft durante la off-season come nel caso del Draft PBA : le squadre acquisiscono i propri giocatori attraverso la firma di contratti. Ogni squadra deve avere un minimo di 15 giocatori nel proprio roster, con un massimo di 22. Tuttavia, in ogni partita possono essere schierati solo 15 giocatori. Tutti i giocatori locali sono eleggibili, sebbene ogni squadra possa anche ingaggiare fino a due giocatori filippino-stranieri. Attualmente, non sono ammessi giocatori stranieri (import) nel campionato.
Essendo una lega basata sul livello locale e comunitario, ogni squadra è obbligata ad avere almeno tre giocatori homegrown, cioè provenienti dalla stessa località rappresentata dalla squadra. Dal 2022, con il passaggio allo status professionistico, la lega consente anche ai giocatori universitari di partecipare, purché ottengano una Licenza Speciale da Ospite (Special Guest License, SGL) rilasciata dal Games and Amusements Board (GAB). Tuttavia, dal 1º giugno 2024, l’NCAA delle Filippine non consente più ai giocatori con SGL di partecipare a competizioni professionistiche.
In passato, era previsto un limite per i giocatori con esperienza professionistica, poi modificato nel 2022 in un limite riferito solo agli ex giocatori della PBA (Philippine Basketball Association). Questo limite è stato completamente abolito nel 2024.
La lega prevede anche una finestra di mercato a metà stagione, durante la quale le squadre possono proporre scambi, soggetti ad approvazione da parte dell’ufficio del commissario.

## Squadre

### Squadre attuali
| Divisione | Squadra                           | Città                   | Arena                            | Capacità | Fondazione | Entrata nella MPBL | Allenatore        |
| --------- | --------------------------------- | ----------------------- | -------------------------------- | -------- | ---------- | ------------------ | ----------------- |
| North     | Abra Solid North Weavers          | Bangued, Abra           | University of Abra               | 1.500    | 2024       | 2024               | Yong Garcia       |
| North     | Bataan Risers                     | Balanga, Bataan         | Bataan People's Center           | 4.000    | 2018       | 2018               | Goody Ilagan      |
| North     | Bulacan Kuyas                     | Baliwag, Bulacan        | Baliwag Star Arena               | 5.000    | 2017       | 2018               | Elgin Espina      |
| North     | Caloocan Batang Kankaloo          | Caloocan                | Caloocan Sports Complex          | 3-000    | 2017       | 2018               | Gabby Espinas     |
| North     | Ilagan Isabela Cowboys            | Ilagan, Isabela         | Capital Arena                    | 10.000   | 2025       | 2025               | Louie Gonzalez    |
| North     | Manila Batang Quiapo              | Manila                  | San Andres Sports Complex        | 3.000    | 2018       | 2018               | Max Dayandante    |
| North     | Marikina Verdiamonds Jewellers    | Marikina                | Marikina Sports Center           | 7.000    | 2018       | 2018               | Eric Sy           |
| North     | Nueva Ecija Rice Vanguards        | Palayan, Nueva Ecija    | Nueva Ecija Coliseum             | 3.000    | 2019       | 2019               | Don Dulay         |
| North     | Pampanga Giant Lanterns           | San Fernando, Pampanga  | Bren Z. Guiao Convention Center  | 3.000    | 2018       | 2018               | Dennis Pineda     |
| North     | Pangasinan Heatwaves              | Calasiao, Pangasinan    | Calasiao Sports Complex          | 3.000    | 2024       | 2024               | Jerson Cabiltes   |
| North     | Pasay Voyagers                    | Pasay                   | Cuneta Astrodome                 | 12.000   | 2018       | 2018               | Marlon Martin     |
| North     | Pasig City                        | Pasig                   | Ynares Sports Arena              | 3.000    | 1998       | 2018               | Aldrin Morante    |
| North     | Quezon Galeries Taipan            | Quezon City             | Amoranto Arena                   | 2.000    | 2018       | 2018               | Jeff Perlas       |
| North     | San Juan Knights                  | San Juan                | Filoil EcoOil Centre             | 5.500    | 1999       | 2018               | Alexander Angeles |
| North     | Val City Magic                    | Valenzuela              | WES Arena                        | 1.100    | 2017       | 2018               | Raymond Valenzona |
| South     | Bacolod Tubo Slashers             | Bacolod                 | La Salle Coliseum                | 8.000    | 2019       | 2019               | Paolo Javelona    |
| South     | Basilan Viva Portmasters          | Lamitan, Basilan        | Lamitan Capitol Gymnasium        | 3.000    | 2018       | 2018               | Mac Tan           |
| South     | Batangas Tanduay Rum Masters      | Batangas City, Batangas | Batangas City Sports Coliseum    | 4.000    | 2018       | 2018               | Cholo Villanueva  |
| South     | Biñan Tatak Gel                   | Biñan, Laguna           | Alonte Sports Arena              | 6.500    | 2018       | 2018               | Boyet Fernandez   |
| South     | Cebu Classic                      | Lapu-Lapu               | Hoops Dome                       | 4.600    | 2018       | 2018               | Mike Reyes        |
| South     | Davao Occidental Tigers           | Davao City              | Davao City Recreation Center     | 2.500    | 2018       | 2018               | Arvin Bonleon     |
| South     | GenSan Warriors                   | General Santos          | Lagao Gymnasium                  | 6.000    | 2005       | 2018               | Elvis Tolentino   |
| South     | Imus Braderhood                   | Imus, Cavite            | Imus Sports Complex              | 1.000    | 2018       | 2018               | Britt Reroma      |
| South     | Mindoro Tamaraws                  | Pola, Oriental Mindoro  | Pola Gymnasium                   | N/A      | 2019       | 2019               | Rodney Santos     |
| South     | Muntinlupa Cagers                 | Muntinlupa              | Muntinlupa Sports Center         | 3.000    | 2018       | 2018               | Giovanni Ludovice |
| South     | Parañaque Patriots                | Parañaque               | Olivarez College                 | 3.500    | 2017       | 2018               | Michael Saguiguit |
| South     | Quezon Huskers                    | Lucena                  | Quezon Convention Center         | 7.000    | 2004       | 2023               | Eric Gonzales     |
| South     | Rizal Golden Coolers              | Rodriguez, Rizal        | Ynares Center Montalban          | 8.000    | 2018       | 2018               | Ralph Rivera      |
| South     | Sarangani Gripper Motorcycle Tire | Alabel, Sarangani       | Sarangani Capitol Gymnasium      | 1.000    | 2019       | 2019               | John Kallos       |
| South     | Zamboanga Sikat                   | Zamboanga City          | Mayor Vitaliano D. Agan Coliseum | 12.000   | 2019       | 2019               | Bong Ramos        |

### Ex-squadre
| Squadra                  | Città               | Arena                          | Capacità | Fondazione | Entrata | Ultima stag. |
| ------------------------ | ------------------- | ------------------------------ | -------- | ---------- | ------- | ------------ |
| Bacoor City Strikers     | Bacoor, Cavite      | Strike Gymnasium               | 1.500    | 2018       | 2018    | 2023         |
| Bicolandia Oragons       | Legazpi, Albay      | Ibalong Centrum for Recreation | 8.000    | 2019       | 2019    | 2024         |
| Iloilo United Royals     | Passi, Iloilo       | Passi City Arena               | 2.000    | 2019       | 2019    | 2024         |
| Makati OKBet Kings       | Makati              | Makati Coliseum                | 12.000   | 2018       | 2018    | 2023         |
| Mandaluyong El Tigre     | Mandaluyong         | José Rizal University          | 1.000    | 2018       | 2018    | 2019         |
| Navotas Uni-Pak Sardines | Navotas             | Navotas Sports Complex         | 1.000    | 2018       | 2018    | 2020         |
| Negros Muscovados        | Bacolod             | La Salle Coliseum              | 8.000    | 2021       | 2023    | 2024         |
| Tarlac United Force      | Tarlac City, Tarlac | Tarlac State University        | N/A      | 2024       | 2024    | 2024         |

### Numero squadre
La lega è iniziata con 10 squadre nel 2018 e, a partire dal 2025, conta 30 squadre attive. Le squadre sono suddivise in due divisioni geografiche: la North Division e la South Division. Gli Ilagan Isabela Cowboys sono l’ultima squadra ad essersi unita alla lega, avendo fatto il loro ingresso nella stagione 2025.
| Stagione | Num. | Esp. | Rit. | Par. | Diff. |
| -------- | ---- | ---- | ---- | ---- | ----- |
| 2018     | 10   | 10   | N.D. | N.D. | 10    |
| 2018-19  | 26   | 16   | N.D. | 0    | 16    |
| 2019-20  | 31   | 6    | 0    | 1    | 5     |
| 2022     | 22   | 0    | 0    | 9    | 9     |
| 2023     | 29   | 2    | 5    | 0    | 7     |
| 2024     | 29   | 2    | 2    | 4    | 0     |
| 2025     | 30   | 1    | 3    | 3    | 1     |

### Squadre per regione
Metro Manila è la regione con il maggior numero di squadre attive, con dieci formazioni, seguita da Calabarzon con cinque e Luzon Centrale con quattro. L’unica altra regione con più di una squadra rappresentante è Soccsksargen, con due squadre.
Per quanto riguarda i gruppi di isole, la maggior parte delle squadre ha sede a Luzon, che conta 23 squadre, mentre Mindanao ne ha cinque e Visayas soltanto due.
A partire dal 2025, tredici delle diciotto regioni delle Filippine sono attualmente rappresentate nella MPBL. Altre due regioni, Bicol e Visayas Occidentale, avevano in passato una squadra rappresentante.
| Regione               | Stagione | Stagione | Stagione | Stagione | Stagione | Stagione | Stagione |
| Regione               | 2018     | 2018-19  | 2019-20  | 2022     | 2023     | 2024     | 2025     |
| --------------------- | -------- | -------- | -------- | -------- | -------- | -------- | -------- |
| Ilocos                | N.D.     | N.D.     | N.D.     | N.D.     | N.D.     | 1        | 1        |
| Cordillera            | N.D.     | N.D.     | N.D.     | N.D.     | N.D.     | 1        | 1        |
| Valle di Cagayan      | N.D.     | N.D.     | N.D.     | N.D.     | N.D.     | N.D.     | 1        |
| Luzon Centrale        | 2        | 3        | 4        | 3        | 4        | 4        | 4        |
| Metro Manila          | 6        | 13       | 12       | 9        | 11       | 9        | 10       |
| Calabarzon            | 2        | 5        | 5        | 5        | 6        | 5        | 5        |
| Mimaropa              | N.D.     | N.D.     | 1        | 1        | 1        | 1        | 1        |
| Bicol                 | N.D.     | N.D.     | 1        | N.D.     | 1        | 1        | N.D.     |
| Visayas Occidentale   | N.D.     | N.D.     | 2        | 1        | 3        | 1        | N.D.     |
| Regione Isole Negros  | N.D.     | N.D.     | N.D.     | N.D.     | N.D.     | 2        | 1        |
| Visayas Centrale      | N.D.     | 1        | 1        | N.D.     | N.D.     | N.D.     | 1        |
| Penisola di Zamboanga | N.D.     | 1        | 1        | 1        | 1        | 1        | 1        |
| Davao                 | N.D.     | 1        | 1        | N.D.     | N.D.     | 1        | 1        |
| Soccsksargen          | N.D.     | 1        | 2        | 2        | 2        | 2        | 2        |
| Bangsamoro            | N.D.     | 1        | 1        | N.D.     | N.D.     | N.D.     | 1        |

## Formato della stagione

### Precampionato
Prima dell'inizio della stagione regolare, si svolge solitamente un torneo ad invito, chiamato MPBL Preseason Invitational, come parte del precampionato. Il torneo è diviso in due fasi: fase a gironi e playoff. Nella fase a gironi, le squadre partecipanti vengono suddivise in più gruppi, e ogni squadra affronta una volta ciascun avversario del proprio gruppo. Le **prime due classificate** di ogni gruppo accedono ai playoff a eliminazione diretta.
Il 22 gennaio 2025, la lega ha annunciato che non organizzerà il torneo Preseason Invitational prima della stagione 2025, al fine di permettere alle squadre partecipanti di concentrarsi sulla costruzione dei propri roster. Si tratterà della prima volta nell’era professionistica che la lega non ospiterà questo tipo di torneo.

### Stagione regolare
La stagione regolare segue un formato a girone unico, in cui ogni squadra affronta una sola volta tutte le altre, indipendentemente dalla divisione geografica di appartenenza. La lega adotta le regole FIBA per tutte le partite. La classifica è determinata innanzitutto dal numero di vittorie; in caso di parità, si utilizza il sistema dei quozienti.
Ogni giorno si giocano solitamente due o tre partite nello stesso impianto, perciò molte partite si svolgono su campo neutro. La squadra ospitante gioca generalmente nell'ultimo incontro della giornata, ma in alcuni casi può anche disputare una partita su campo neutro. In caso di rinvii o sospensioni (di solito per cause naturali come tifoni), le partite vengono riprogrammate verso la fine del calendario di stagione regolare, ma verranno disputate solo se influiscono sulla qualificazione ai playoff.
Come nella PBA, la lega organizza anche una serie di partite fuori sede, chiamate Invasion series, durante la stagione regolare, che si tengono in località lontane da Metro Manila, come Visayas e Mindanao. Queste includono anche le partite internazionali della lega.

### All-Star Game
Verso la fine della stagione regolare, si svolge l’All-Star Game stagionale. Due squadre, rappresentanti rispettivamente la North Division e la South Division, composte da 15 giocatori per ciascuna divisione, tutti selezionati come all-star della stagione, si affrontano in una partita di esibizione. Insieme alla partita delle stelle, si tengono anche eventi collaterali nello stesso giorno, come la Executives' Game (partita tra dirigenti), la gara del tiro da tre punti e la gara delle schiacciate.

### Play-in Tournament
A partire dalla stagione 2025, la lega introdurrà un torneo play-in, disputato dalle squadre classificate dal settimo al decimo posto in ciascuna divisione.  
- La 7ª e 8ª classificata si affrontano per determinare la settima testa di serie nei playoff.
- La 9ª e 10ª classificata si sfidano per il diritto di affrontare la perdente del match 7ª-8ª, con in palio l'ottavo ed ultimo posto playoff.

### Playoff
Dal campionato 2018-19, 16 squadre accedono ai playoff, otto per ciascuna divisione. Vi accedono:
- Le prime sei classificate di ogni divisione
- Due squadre aggiuntive provenienti dal torneo play-in

Nel primo turno, i quarti di finale di divisione, si affrontano:
- 1ª vs 8ª
- 2ª vs 7ª
- 3ª vs 6ª
- 4ª vs 5ª

Le semifinali di divisione vedono affrontarsi:
- Vincente 1ª–8ª vs Vincente 4ª–5ª
- Vincente 2ª–7ª vs Vincente 3ª–6ª

I vincitori accedono alla finale di divisione, e i campioni delle due divisioni si sfidano nella Finale Nazionale MPBL (MPBL Finals) per il titolo.
- I primi due turni (quarti e semifinali di divisione) si giocano al meglio delle tre partite.
- Le finali di divisione e le finali nazionali si disputano invece al meglio delle cinque partite.

## Albo d'Oro
|  | Campioni North Division |  | Campioni South Division |

| Anno              | Campioni                         | Risultato | Finalista                   | Finals MVP       | Note          |
| ----------------- | -------------------------------- | --------- | --------------------------- | ---------------- | ------------- |
| 2018 Rajah Cup    | Batangas Tanduay Rum Masters (1) | 3-1       | Muntinlupa Cagers (3)       | Val Acuña        | [ 56 ] [ 57 ] |
| 2019 Datu Cup     | San Juan Knights (3)             | 3-2       | Davao Occidental Tigers (1) | Mike Ayonayon    | [ 58 ]        |
| 2021 Lakan Season | Davao Occidental Tigers (1)      | 3-1       | San Juan Knights (1)        | Mark Yee         | [ 59 ]        |
| 2022              | Nueva Ecija Rice Vanguards (1)   | 3-1       | Zamboanga Sikat (1)         | Byron Villarias  | [ 60 ]        |
| 2023              | Pampanga Giant Lanterns (1)      | 3-0       | Bacoor City Strikers (1)    | Justine Baltazar | [ 61 ]        |
| 2024              | Pampanga Giant Lanterns (2)      | 3-0       | Quezon Huskers (1)          | Justine Baltazar | [ 5 ]         |

### Titoli per squadra
| Squadra                      | V | S | App. | Anni vittoria | Anni sconfitta |
| ---------------------------- | - | - | ---- | ------------- | -------------- |
| Pampanga Giant Lanterns      | 2 | 0 | 2    | 2023, 2024    | –              |
| Davao Occidental Tigers      | 1 | 1 | 2    | 2021          | 2019           |
| San Juan Knights             | 1 | 1 | 2    | 2019          | 2021           |
| Batangas Tanduay Rum Masters | 1 | 0 | 1    | 2018          | –              |
| Nueva Ecija Rice Vanguards   | 1 | 0 | 1    | 2022          | –              |
| Muntinlupa Cagers            | 0 | 1 | 1    | –             | 2018           |
| Zamboanga Sikat              | 0 | 1 | 1    | –             | 2022           |
| Bacoor City Strikers         | 0 | 1 | 1    | –             | 2023           |
| Quezon Huskers               | 0 | 1 | 1    | –             | 2024           |

## Premi stagionali
La MPBL assegna premi individuali al termine di ogni stagione sin dalla sua fondazione, ma inizialmente ne esisteva solo uno: il 'Finals Most Valuable Player (MVP), consegnato per la prima volta al termine delle finali MPBL del 2018.
La stagione 2018-19 vide l'introduzione di un numero maggiore di premi individuali, a cominciare dall’All-Star Game MVP, assegnato in occasione del primo All-Star Game.. A seguire vennero introdotti i premi di Most Valuable Player della stagione, Defensive Player of the Year, Executive of the Year e premio alla sportività, tutti consegnati durante le finali MPBL del 2019. Al termine della stessa serie fu introdotto anche il riconoscimento per di MPBL Coach of the Year
Durante la stagione 2022, la lega assegnò per la prima volta i premi di Rookie of the Year e Homegrown Player of the Year, mentre i riconoscimenti per il Most Improved Player e l’Impact Player of the Year furono introdotti nella stagione successiva, nel 2023.
| Premio                            | Prima assegnaizone | Descrizione | Detentore        |
| --------------------------------- | ------------------ | --- | ---------------- |
| MPBL Most Valuable Player         | 2019               | Assegnato al miglior giocatore durante la stagione regolare                                                             | Justine Baltazar |
| MPBL All-Star Game MVP            | 2019               | Assegnato al miglior giocatore durante l' MPBL All-Star Game.                                                           | Will McAloney    |
| MPBL Finals Most Valuable Player  | 2018               | Assegnato al miglior giocare delle MPBL national finals.                                                                | Justine Baltazar |
| MPBL Defensive Player of the Year | 2019               | Assegnato al giocatore con la miglior prestazione difensiva durante la stagione regolare.                               | Dawn Ochea       |
| MPBL Rookie of the Year           | 2022               | Assegnato al miglior giocatore al primo anno con le migliori prestazioni durante la stagione regolare.                  | Ljay Gonzales    |
| Homegrown Player of the Year      | 2022               | Assegnato al giocatore con le migliori prestazioni tra quelli che giocano per la squadra della propria città d'origine. | JR Olegario      |
| Most Improved Player              | 2023               | Assegnato al giocatore che ha mostrato il miglioramento più significativo rispetto alla stagione precedente.            | Laurenz Victoria |
| MPBL Sportsmanship award          | 2019               | Assegnato al giocatore che ha dimostrato un comportamento sportivo durante tutta la stagione.                           | Nikko Panganiban |
| Coach of the Year                 | 2019               | Assegnato all'allenatore della serie delle Finali.                                                                      | Dennis Pineda    |
| Executive of the Year             | 2019               | Assegnato al miglior dirigente della lega; intitolato a Lucio Tan Jr.                                                   | Oscar Malapitan  |